# Eternal (album)
Eternal is een muziekalbum van The Isley Brothers uit 2001.
Ronald Isley neemt de vocalen op het album waar, bijgestaan in verscheidene collaboraties. Ernie Isley bespeelt de elektrische gitaar.
Na het nummer Down Low (Nobody has to Know) met R. Kelly kenden The Isley Brothers weer een rehabilitatie in populariteit, vooral gesteund door Ronald Isleys alter ego "Mr. Biggs". De vete tussen Mr. Biggs en R. Kelly wordt voortgezet in het nummer Contagious, dat een derde plaats in de Nederlandse Top 40 bereikte.
Ronald en Ernie Isley worden in de nummers bijgestaan door onder anderen R. Kelly, Raphael Saadiq en Ronalds toenmalige vrouw Angela Winbush.

## Nummerlijst
1. Move Your Body
2. Contagious
3. Warm Summer Night
4. You Deserve Better
5. Just Like This
6. Secret Lover
7. You're All I Need
8. Settle Down
9. Eternal
10. If You Leave Me Now
11. Said Enough
12. You Didn't See Me
13. Ernie's Jam
14. Think